# Elbette
Elbette è il terzo album della cantante turca-albanese Candan Erçetin. È stato pubblicato il 30 novembre 1999.

## Tracce
1. Dayan
2. Elbette
3. Arada Bir
4. Söz Vermiştin
5. Unut Sevme
6. Merak Ediyorum
7. Saçma
8. Olmaz
9. İster Sallan Gez
10. Bana Güven
11. Aklım Almıyor
12. Dünya Durma
13. Annem
14. Söz Vermiştin (long version)